# 建築史
建築史（けんちくし、英語：architectural history）とは、建築の歴史のこと。建築学の一分野であると同時に、歴史学の一分野でもある。さらに、建築史は文化史・美術史・技術史・社会史の一つとしても捉えられる。
ゴシック、ルネサンスなど表層としての様式の変遷に目が行きがちであるが、建築様式のみが独自に展開するわけではなく、また様式はあくまでも個々の建築物の結果の総体であるので、社会的・経済的・文化的・技術的状況などの時代背景を総合的に考察する必要があるとされている。
現に残っている歴史的建造物の研究が中心になるが、古文書の分析や発掘などの考古学的手法により、失われた建造物の復元的考察も行われる。近代以降は、作り手としての建築家の内面にアプローチする作家研究も盛んである。建築史の専門家を意味する建築史家という呼称が、しばしば用いられる。建築史へのアプローチについては美術史の項目も参照。

## 建築史の分類

### 様式による建築史
現代では、様式の概念で西洋建築の歴史を把握するのは十分とはいえないが、西洋建築を把握する上で、様式はある時代に建設された莫大な建物を整理できるため、大変便利な枠組みとして使われている。
建築における様式の概念は、18世紀から19世紀にかけてヨーロッパで形成されたもので、それまでは、建築のある特定の調子（現在の様式の概念とは異なる）を「maniera」「caractere」などの言葉で指していたが、19世紀に「style」という言葉が支配的となった。日本でも、～式、～流、～派などの語が用いられていたが、森鷗外が「style」に対し、一貫して「様式」の言葉を充てた。
一般的に、建築様式とは、ある地域・時代の政治・文化・宗教・技術などの要因によって、固有かつ統一感のある建築造形が生まれるという図式で説明される。ただし、論者によって様々な捉え方があるため、例えばある建物やある建築家が、ある様式にあてはまるか否かといった議論は、つまりは様式をどのように認識しているかという問題に帰結する。また、当然のことながら、18世紀から19世紀のイギリス建築のように建築様式の枠組みでは説明しづらい事象もある。

### 各国の建築史
様式が建築史の横糸であるとするならば、各国の建築史は言わば縦糸にあたる。建築は、絵画や彫刻に比べて莫大な金銭的、人的資源を必要とするため、地方の伝統や技術の影響を受けやすく、様式の枠組みから一線を画した独自性の強い建築が生まれることも珍しくない。このため、各国の政治的、社会的背景を踏まえた建築史の説明が必要となる。ただし、ヨーロッパなどの国境線は絶えず変動しており、ある時点までは国として存在していなかった場合もあるので、各国の建築史の範囲をどこまで適用するか難しい点もある。
- ロシア建築

## 古代の文明の建築の歴史
- メソポタミアの建築（英語版）

- インダス文明の建築 （「インダス文明」も参照。モヘンジョダロ等、特筆に値する建築物がある。）
- 古代エジプト建築

- メソアメリカの建築（英語版）
- インカの建築（英語版）

## 西洋建築史

### 古典建築
ギリシア建築およびローマ建築（初期キリスト教建築、ビザンティン建築を様式として捉えるならば、その一部を含む）。「classic」の言葉が、しばしば最上級のものに用いられるように、14世紀以降、権威的・絶対的なものとしてとらえられていた。18世紀には、ギリシア芸術の復興運動（グリーク・リヴァイヴァル）が興り、どちらが建築の原始の姿に近いかという論争に発展した。

### ビザンティン建築
4世紀から滅亡する15世紀までの東ローマ帝国の建築を指す。ビザンティン建築のはじまりを7世紀以降とする場合もある。帝国が失われた後も、特に東欧諸国の正教の聖堂で採用される。

### ペルシア建築
「ペルシア建築（イランの建築）」を参照。

### ロマネスク建築およびゴシック建築
10世紀以降の西ヨーロッパで興った独自の建築であるが、古典主義建築の隆盛とともに粗野なもの（=ゴート風「gothic」）とみなされ、建築造形としては廃れてしまう。19世紀になるとロマネスクの概念が生まれるとともに、ゴシック建築が再び注目され、リヴァイヴァル運動（ゴシック・リヴァイヴァル建築）が起こった。

### 古典主義建築
古典建築（特にオーダー）を建築造形の源泉とする古典主義建築は、14世紀から20世紀初頭まで西洋建築において支持され続けた。

### 歴史主義・折衷主義
古典主義が崩壊し、建築家はひとつの建物を設計するにあたって、多様な建築造形の中からひとつを選択する、あるいは様々な造形を組み合わせるようになる。このため、建築造形が整理され、様式の概念が生成された。

### 西洋近代建築史
19世紀後半以降のヨーロッパにおける近代建築運動の展開とその作品に関する歴史のこと。

## 東洋建築史
- イスラーム建築
  - イスラーム近代建築（オスマン建築）
- インド建築史　（「インドの建築（英語版）」も参照）。
- 東南アジアの建築史
  - クメール王朝建築史（「クメール王朝の建築（英語版）」も参照）。
  - インドネシア建築史　（「インドネシアの建築（英語版）」も参照）。
- 東アジアの建築史
- 中国建築史　（「中国の建築」も参照）。
- 韓国建築史　（「韓国の建築」も参照）。
- 日本建築史

## 近代・現代建築史

### 現代建築史
広義には第二次世界大戦以降の建築史のこと。しかし、1960年代ごろまではおおむね近代建築運動の展開として位置づけられることから、狭義には近代主義建築に対する批判と反動が生じる1970年代以降の建築史を指すことが多い。

### 建築家研究・作家論
広義には、作家としての主体が成立するルネサンス以降の建築家の事跡を追い、作品制作に向かう内面を明らかにする研究。20世紀以降の作家は現存する資料が多く、言説も豊富なため、近年は近代建築史研究の主流をなしている。